# Aluterus
Genre
Aluterus est un genre de poissons de mer de la famille des Monacanthidae et que l'on rencontre dans les océans Atlantique, Pacifique et Indien en zones tropicales et subtropicales. Ils sont appelés « poissons-bourses » ou « poissons-limes ».

## Liste des espèces
Selon FishBase (21 avril 2014) :
- Aluterus heudelotii Hollard, 1855
- Aluterus maculosus Richardson, 1840
- Aluterus monoceros (Linnaeus, 1758) - Poisson-bourse loulou[2]
- Aluterus schoepfii (Walbaum, 1792)
- Aluterus scriptus (Osbeck, 1765) - Bourse écriture
- Aluterus velutinus Jenyns, 1842

Selon ITIS (21 avril 2014) :
- Aluterus heudelotii Hollard, 1855
- Aluterus monoceros (Linnaeus, 1758)
- Aluterus schoepfii (Walbaum, 1792)
- Aluterus scriptus (Osbeck, 1765)

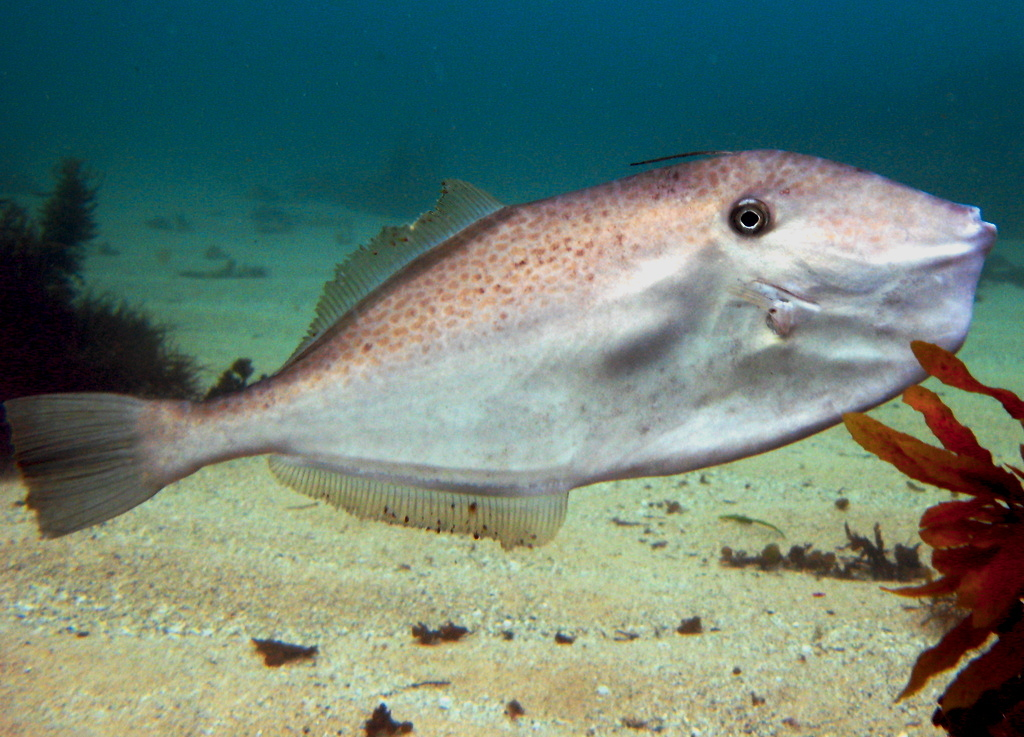
Aluterus monoceros
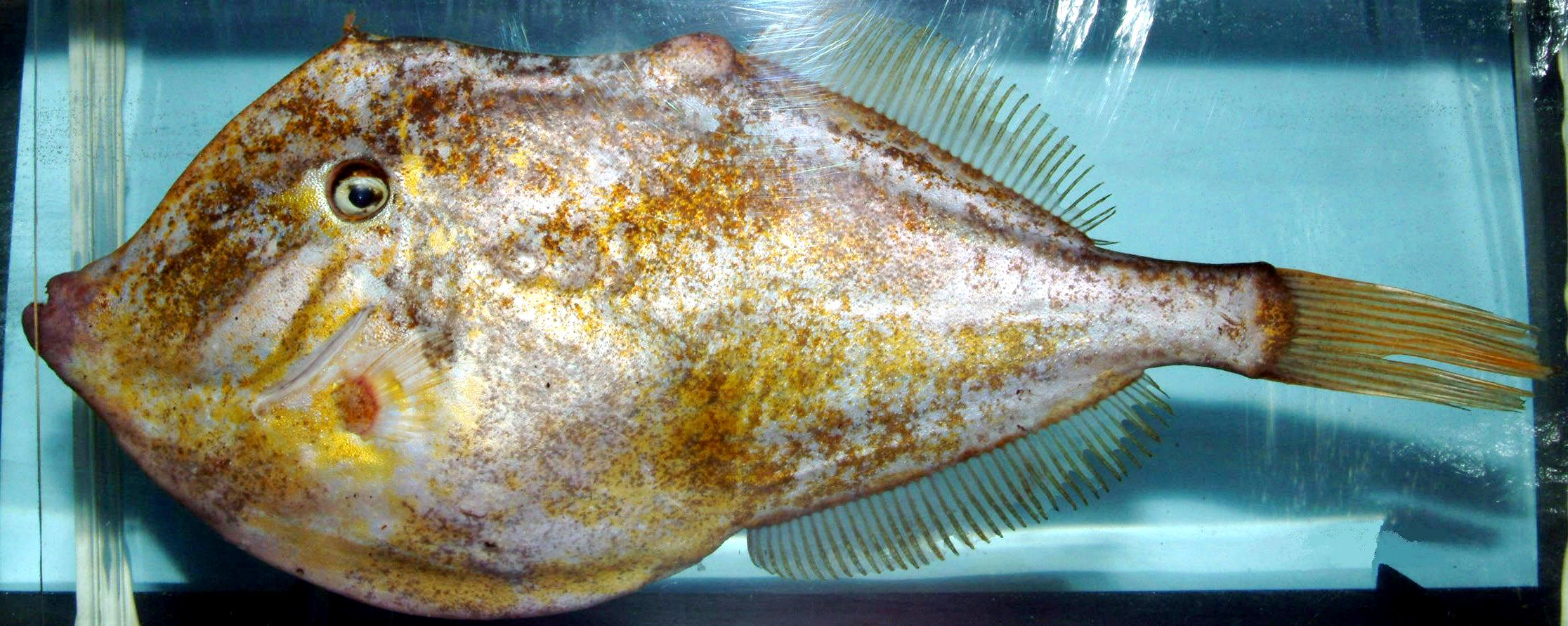
Aluterus schoepfii
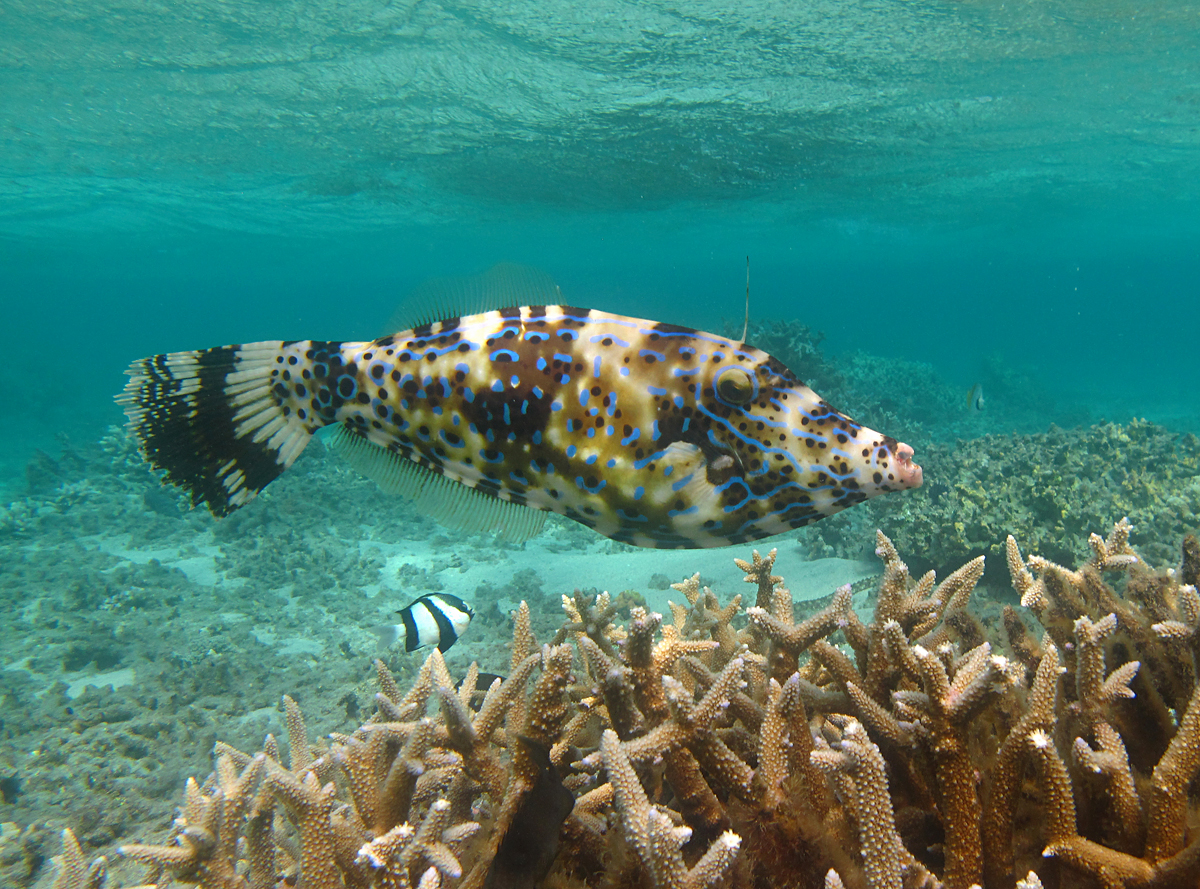
Aluterus scriptus
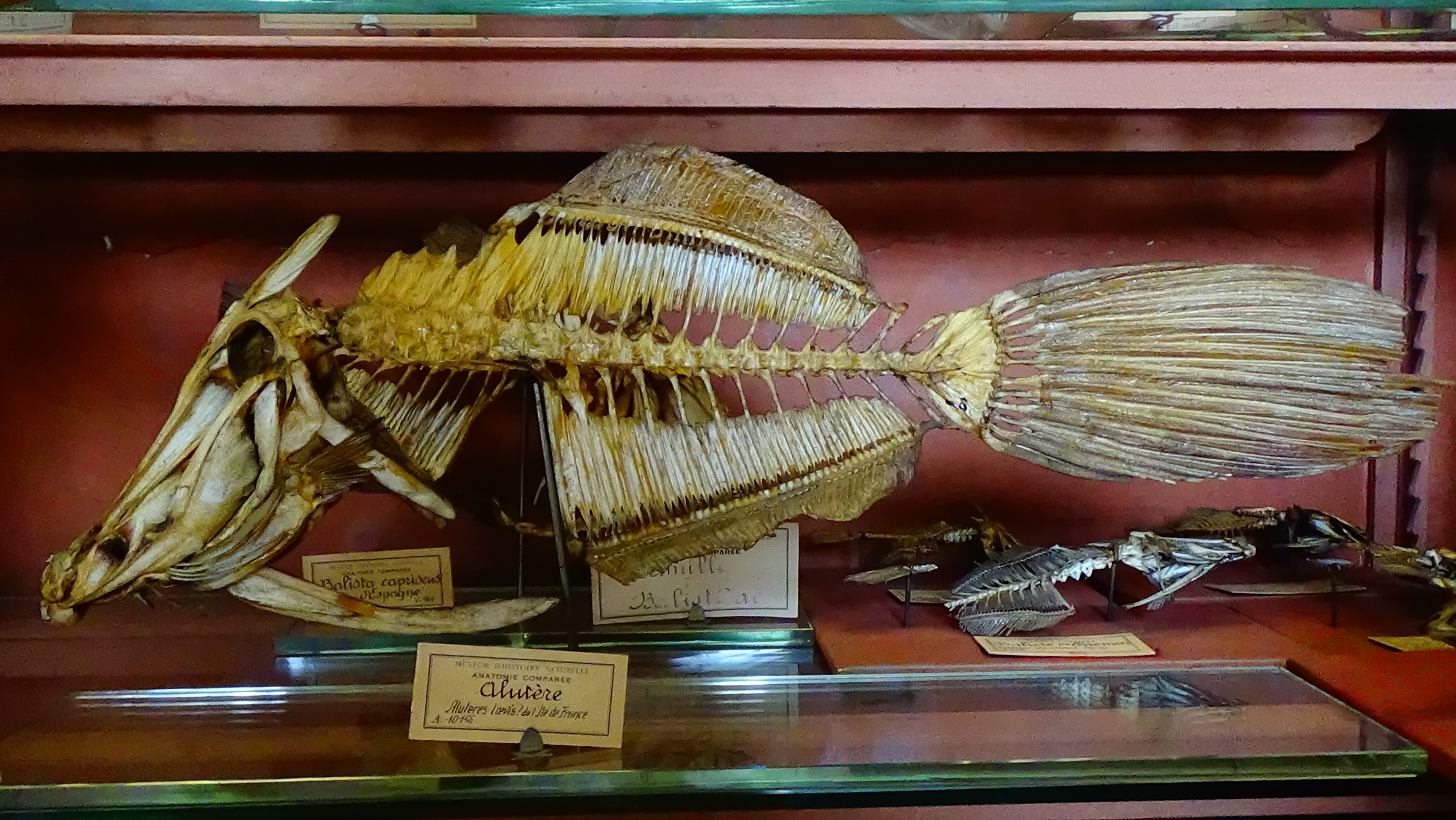
Aluterus monoceros - Aluterus spp - squelette mnhn Paris